# Hymenostemma pseudanthemis
Hymenostemma pseudanthemis là một loài thực vật có hoa trong họ Cúc. Loài này được Kunze ex Willk. mô tả khoa học đầu tiên năm 1864.